# Chapois
Chapois é uma comuna francesa na região administrativa de Borgonha-Franco-Condado, no departamento de Jura. Estende-se por uma área de 10,07 km². Em 2010 a comuna tinha 231 habitantes (densidade: 22,9 hab./km²).